# 冨永裕輔
冨永 裕輔（とみなが ゆうすけ、1984年3月22日-)は 日本の  音楽家、作詞家、作曲家、シンガーソングライターであり、音楽プロデューサー。作家。ラジオパーソナリティーも務める。福岡県北九州市小倉南区出身。北九州市文化大使。築上町観光大使。八王子観光PR特使。母校でもある築山塾東進衛星予備校イメージキャラクター。JAバンク福岡イメージキャラクター。

## 略歴
福岡県北九州市出身。北九州市立志井小学校 、北九州市立志徳中学校、福岡県立戸畑高等学校卒業後に早稲田大学商学部入学のため上京。2007年に卒業。在学中ゴスペラーズを輩出したアカペラサークル「Street Corner Symphony」にて活動。2005年春より、ピアノ弾き語りによるソロ活動を開始。2007年プロデビュー。
2018年8月8日全国メジャーデビュー。 FM星空ステーション（八王子FM77.5）新レーベル『Star Radio Records』（キングレコードメジャー契約）の全国リリース第一弾に選ばれた。

## 主な経歴
2007年1月 1stアルバム『すずなり』でプロデビュー。
2008年6月 宮崎県応援ソング「日向かい風に乗って」を収録した2ndアルバム『夕虹』を発表。
2008年～2009年 NHK『みんなのうた』で「遠い恋の物語」オンエア。
2009年11月 3rdアルバム『On my way』発表。同年 母校である  北九州市立志徳中学校 の第40期生と共同作詞で「大切な君へ」を発表。
2011年
- 個人事務所 冨永裕輔オフィス シルバームーンを立ち上げる。
- 6月 4thアルバム『Natural / ナチュラル』を発表。
- 12月 5thアルバム『PASSION / パッション』を発表。

2012年
- 8月 6thアルバム『INSPIRE / インスパイア』を発表。

2013年
- 7月より コミュニティーFM “コミてん”にて『Yusuke Tominaga Now is the time』がスタート。毎週火曜日19時〜20時 パーソナリティを務める。
- 9月　博多大丸60周年記念ソングとして書き下ろした「Brighter days」を発売。
- 10月　7thアルバム『Yusuke Tominaga Live vol.1』を発表。

2014年
- 4月　8thアルバム『STARRING』を発表。
- 10月　9thアルバム『YUSUKE TOMINAGA LIVE THE BEST COLLECTION』を発表。

2015年
- 4月　cross fmにてレギュラー番組『冨永裕輔のなんでもゆーすけ！』の放送開始。毎週土曜日 午前11時〜12時パーソナリティを務める。
- 9月　JNN系列RKB毎日放送65周年全社キャンペーン「家族びより」テーマ曲を作詞作曲。毎日テレビやラジオの「家族びより」コーナーで流れている。
- 11月　ゴスペラーズ 黒沢薫のソロライブにゲスト出演。

2016年
- 2月25日 デビュー10年目、10枚目のアルバム『人生燦歌ーkey of Lifeー』を発表

2017年
- 2月25日 cross fm『冨永裕輔のなんでもゆーすけ！』が放送100回目を迎えた。
- 3月7日 築上町観光PR大使に委嘱。
- 6月11日 デビュー10周年記念アルバム『すずなり～10th Anniversary～』リリース。
- 10月30日　初の著書『自分実現力 The Catch!』全国発売
- 11月3日　戸畑市民会館大ホールにて『冨永裕輔デビュー１０周年スペシャルライブ』
- 11月3日　デビュー10周年記念最新ライブDVD『Yusuke Tominaga Concert 2017』発売！
- 11月4日　スペースワールドにて冨永裕輔スペシャルライブ開催。
- 11月23日　八王子市制100周年を記念して10月に開局した八王子エフエムにて、冠番組『癒しの森の住人たちへ Yusuke Tominaga 心の楽園』毎週木曜20:00〜20:55スタート

2018年
- 8月8日　キングレコードよりメジャーデビュー。アルバム『シルクロード』発売。
- 8月8日　渋谷duo MUSIC EXCHANGEにてメジャーデビューLIVE『SILK ROAD -世界へ-』開催。
- 12月14日　「八王子観光PR特使」に任命

2019年
- 4月3日　メジャー移籍第二弾アルバム『地球へ〜冨永裕輔 四次元を歌う〜』World Release
- 4月12日　東京八王子 南大沢文化会館交流ホールにて『地球へ 〜冨永裕輔 四次元を歌う〜 リリース記念ライブ』開催。

## cross fm「冨永裕輔のなんでもゆーすけ！」

### 歌の贈り物
2016年5月より始まったコーナー。冨永裕輔が、どんな風に歌を作っているか。毎回テーマをもとに、曲作りのポイントや手法、リスナーからの質問に答えている。

### THE ゆーすけ
人生の指針となる心に残る言葉、座右の銘、これまでに影響を与えた何かを紹介するコーナー。

## ディスコグラフィー

### アルバム
1.すずなり（2007年1月）販売元：FILE RECORDS
2.夕虹（2008年6月）販売元：FILE RECORDS
3.On my way（2009年11月）販売元：FILE RECORDS
4.Natural / ナチュラル（2011年6月）販売元：Cresc
5. PASSION / パッション（2011年12月）販売元：Cresc
6.INSPIRE / インスパイア（2012年8月）販売元：Cresc
7.Yusuke Tominaga Live vol.1（2013年10月）販売元：Office Silver Moon
8. STARRING/スターリング（2014年4月）販売元：Office Silver Moon
9.YUSUKE TOMINAGA LIVE THE BEST COLLECTION （2014年10月）販売元：office Silver Moon
10.人生燦歌ーKey of Lifeー（2016年2月）販売元：office Silver Moon
11.デビュー10周年記念アルバム『すずなり〜10th Anniversary〜』リリース（2017年6月11日）2017年5月18日より先行配信中　販売元：office Silver Moon
12.『IMAGINE〜冨永裕輔 楽曲提供曲集〜』をリリース。収録全楽曲が提供タイアップ曲。(2018年3月23日）2018年2月6日より世界120ヵ国で海外版『IMAGINEーYusuke Tominaga anthologyー』が配信スタート。販売元：office Silver Moon
13.メジャーデビューアルバム『シルクロード』リリース。（2018年8月8日）FM星空ステーション（八王子FM77.5）新レーベル『Star Radio Records』（キングレコード販売）
14.『地球へ〜冨永裕輔 四次元を歌う〜』リリース。（2019年4月3日）FM星空ステーション（八王子FM77.5）新レーベル『Star Radio Records』（キングレコード販売）